# Salvia nitida
Salvia nitida là một loài thực vật có hoa trong họ Hoa môi. Loài này được (M.Martens & Galeotti) Benth. miêu tả khoa học đầu tiên năm 1848.